# Marion Walter
Marion Walter   (Berlín, 30 de juliol de 1928 - Eugene, 9 de maig de 2021) va ser una matemàtica estatunidenca, nascuda a Alemanya i especialitzada en l'ensenyament de les matemàtiques.

## Vida i Obra
Walter va néixer a Berlín en una família jueva. Els seus pares van aconseguir que, tan ell com la seva germana més gran Ellen, sortissin d'Alemanya el 1938 en un kindertransport en direcció al Regne Unit fugint de l'antisemitisme nazi. A Gran Bretanya, van ingressar en un internat a Eastbourne (costa sud d'Anglaterra) i van ser separades per a que aprenguéssin més ràpid l'anglès. El 1939, els seus pares també van arribar a Anglaterra, però amb l'esclat immediat de la Segona Guerra Mundial, el pare va ser considerat súbdit d'una potència hostil i tancat al camp de concentració de l'illa de Man on va morir el 1943. Les nenes amb la mare, mentre tant, van ser traslladades més al nord, a la regió de Shropshire, per evitar els bombardejos alemanys. Acabada la guerra, Walter es va presentar als exàmens d'accés a la universitat, però va estar un temps fent de professora de matemàtiques per a nens petits, en la mateixa escola en que ella havia estat alumna a Wykey (Shropshire) i va descobrir que li agradava ensenyar.
Finalment, el 1948 van marxar cap els Estats Units i va poder començar els estudis universitaris al Hunter College de Nova York, en el qual es va graduar el 1950. Els anys següents va tenir càrrecs docents o administratius a diferents institucions, mentre estudiava pel seu màster (que va obtenir el 1954 a la universitat de Nova York) i pel seu doctorat (que va obtenir el 1967 a la universitat Harvard. Des de 1967 fins a 1972 va ser professor a Harvard i el 1977 va ser nomenada professora de la universitat d'Oregon en la qual va romandre fins a la seva retirada el 1994. Els darrers anys de la seva vida va estar lluitant contra una esclerosi múltiple de la qual va morir el 2021.
Walter va ser una experta en pedagogia de les matemàtiques. El seu llibre The Art of Problem Possing (1983), escrit conjuntament amb Stephen Brown, va esdevenir un clàssic, reeditat diverses vegades. En ell defensava la necessitat de construir els problemes matemàtics de tal forma que siguin estimulants per al lector i potencial aprenent de la matèria.
També és coneguda per un teorema, que porta el seu nom, que afirma que l'àrea de l'hexàgon tancat a l'interior de les sis trisectrius d'un triangle és igual a la dècima part de l'àrea de tot el triangle.